# Antonio Molinari
Pour les articles homonymes, voir Antonio Molinari (homonymie) et Molinari.
Antonio Molinari (21 janvier 1655 - 3 février 1704) est un peintre baroque de l'école vénitienne.

## Biographie
Fils d'un peintre, il fait son apprentissage auprès de Antonio Zanchi, à Venise.
Fortement influencé par les peintres napolitains comme Giordano, ses peintures de grandes dimensions sont des narrations tumultueuses à sujet mythologique ou religieux.
Son style influencera fortement son élève Giovanni Battista Piazzetta.

## Œuvres
- Multiplication des pains et des poissons (1690), Église San Pantalon, Venise
- Vierge à l'Enfant avec Saint Maur Madonna dell'Orto, Venise
- La Mort de Uzzah (c.1695), église Santa Maria degli Angeli à Murano
- Bataille entre les Centaures et les Lapithes (c.1698), Ca' Rezzonico, Venise[1]
- Figure masculine attaquée par une femme

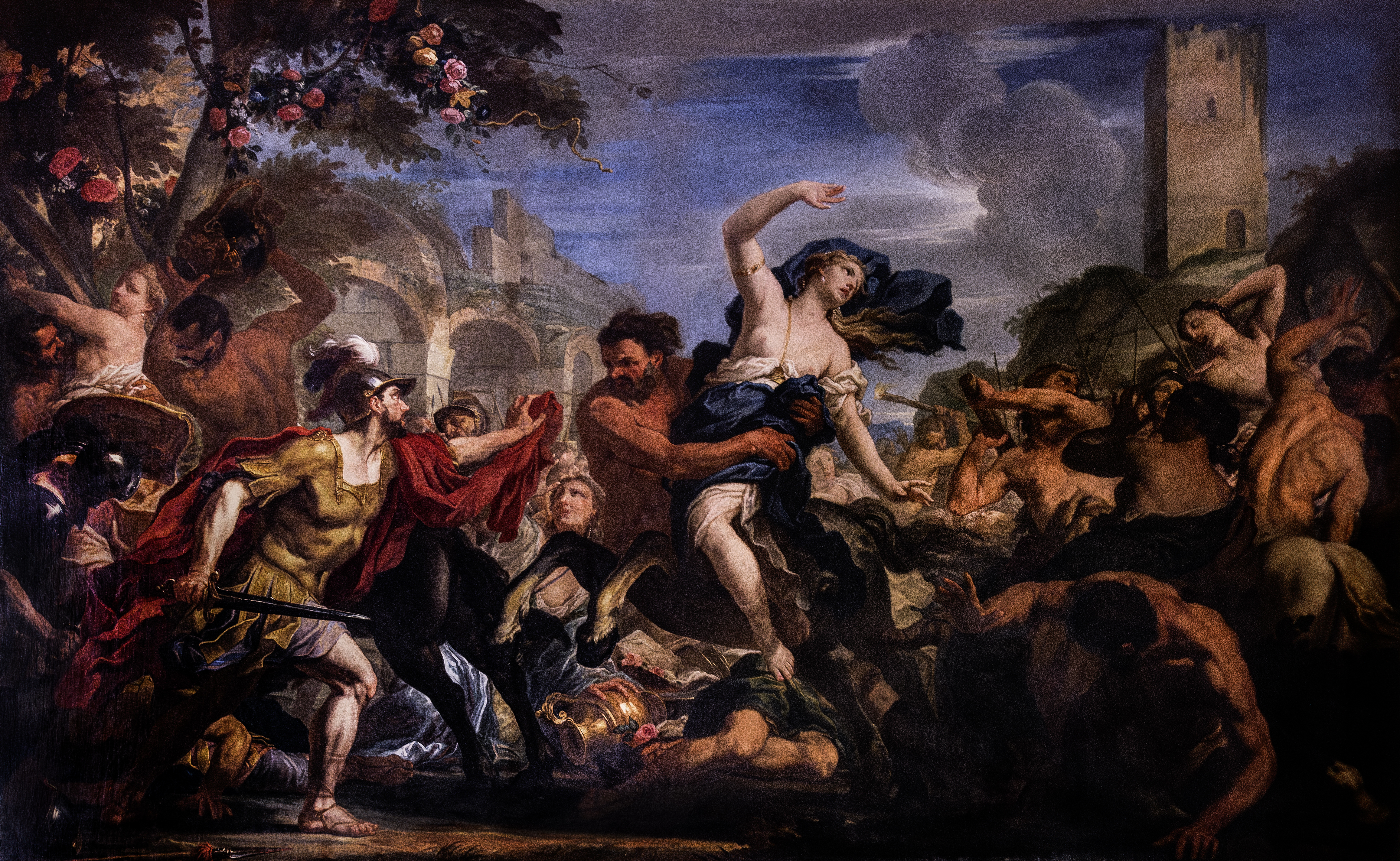
Bataille entre les Centaures et les Lapithes Ca' Rezzonico Venise
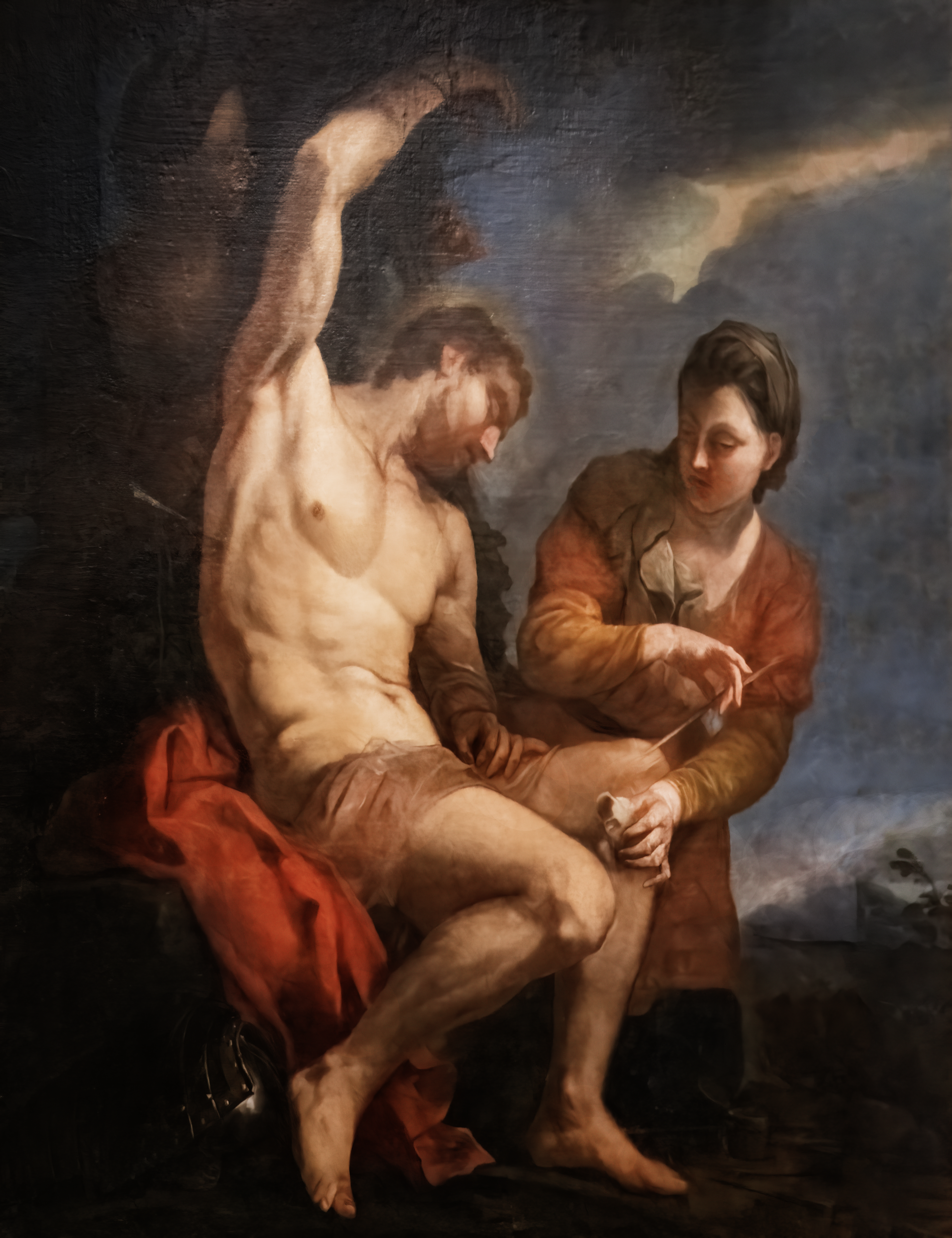
Saint Sébastien guéri par sainte Irène - Museo civico di Santa Caterina Trévise